# 東郷彪
東郷 彪（とうごう ひょう、1885年（明治18年）2月28日 - 1969年（昭和44年）6月5日）は、日本の農商務官僚、宮内官僚、政治家。爵位は侯爵。東郷平八郎の子。宮内省内匠寮御用掛、貴族院議員などを歴任した。

## 来歴
東郷平八郎の長男として、1885年（明治18年）鹿児島県に生まれた。学習院に入るがその後中学済々黌を経て、1911年（明治44年）、東京高等農学校（現東京農業大学）を卒業した。卒業後は、農商務省の農事試験場興津園芸試験場(現在の農研機構果樹研究所·カンキツ研究興津拠点)に勤務した。そののち、イギリスに留学（大正二年から五年まで）し、帰国後は宮内省に出仕し嘱託、新宿御苑勤務。宮中観菊会用の多くの菊を仕立てていた御苑での菊づくりを手掛け、大正八年式部官兼主猟官内匠寮御用掛となる。同九年からは菊掛専任となり、昭和二年には京都二條離宮にて御大礼用菊花を栽培。昭和九年には式部官兼主猟官を退官。昭和十六年頃まで宮内省内匠寮御用掛、同省式部官として菊づくり一筋に専念した。
父である東郷平八郎の死後、襲爵する。侯爵として貴族院議員に就任し、帝国議会では火曜会に所属した。1947年（昭和22年）に貴族院が廃止されるまで議員として活動した。墓所は多磨霊園。

## 人物
近視のために海軍への道は諦めたとされている。温厚な人柄で、恬淡とした性格で我が道を進み、新宿御苑で菊栽培などを手がけ、菊づくりの拡充強化に大きく貢献した。
東郷彪が新宿御苑で菊づくりに従事するようになったきっかけについて、数学者岡潔の随筆集「春宵十話」の『吉川英治さんのこと』の中で、次のように紹介されている。「授賞式の翌晩、池田首相の招待で晩餐会があり、忙しい池田さんの代わりに荒木さんが主人役をつとめてくれた。この席では吉川さんと昔の誰それは偉かったという話になり、人を見る明のある人がいたという実例として、熊本のある中学校長の名が持ち出されたりした。この校長は東郷元帥の息子さんの顔をじっとみつめて、「東郷さん、あなたの前だが、息子さんは百姓させるのが一番よいなあ」と 言い切った。」とあり、「東郷さんもそれを受け入れて」、新宿御苑の菊作りをさせたとしている。文中の授賞式とは、昭和35年（1960年）11月3日の文化勲章授章式であり、この時の受章者は、佐藤春夫、田中耕太郎、吉川英治と岡の四名で、荒木さんとは当時の文部大臣（この話の文脈からして東郷の話は吉川英治から出されており、中学校長とは前出の濟々黌校長の井芹経平のこと）。
東郷は英国留学の際にゴルフを覚えたと思われ、「昭和天皇実録」の大正末期から昭和初期の記録を見ると、西園寺（西園寺八郎か）や甘露寺（甘露寺受長か）らとともに昭和天皇のゴルフのお相手を務めていることが分かる。父譲りで運動神経が良かったと見え、宮内省のゴルフコンペなどで、よく入賞している。
東郷彪は東京高等農学校を卒業。学校法人東京農業大学の監事をしばらく務めたこともあり、同大学とは縁が深く、同窓会誌「農大学報」の中に東郷父子に関連することが書かれている。司馬遼太郎の「坂の上の雲」に、日露戦争の死命を決した日本海海戦の連合艦隊司令長官の人選に際し、東郷平八郡の強運を考慮して山本権兵衛海軍大臣が決めたという話があるが、同学報には「大正六、七年頃、二番町から六番町に出る角に東郷平八郎の邸宅があったが、東郷と書かれた表札はいつ見ても新しかった。その理由は、受験生の間に、東郷邸の表札を持って試験場に臨めば,必ず合格するという風説的信奉があり、たびたび新しく作って掛け替えていたからである」とある。
菊栽培などの他黒猫の置物の収集を趣味としていた東郷は、東京高等農学校卒業以来、麹町の父、平八郎邸の敷地の一角にある別棟に居住していた。この頃から黒猫の像を蒐集する趣味を持つ、言わば黒猫グッズの蒐集マニアであった。その所有する内外の3000体の中には、国宝級の左甚五郎作もあったとされているが、定かではない。この後、東郷彪邸は目黒から国分寺へと移り、3000体の黒猫は「黒猫の間」に納められていたが、麹町時代の別棟は「東郷亭」として母校に寄付され、用賀から厚木農場に移転した昭和三十八年頃に、旧邸は母校である東京農業大学の厚木農場内に移築され、本人の要請で東郷平八郎の筆による「黒猫荘」（こくびょうそう）の額が掲げられたということである。

## 著作
- 『吾が父を語る』実業之日本社、1934年。

## 親族
- 祖父：東郷実友 - 薩摩藩士
- 父：東郷平八郎 - 海軍軍人
- 伯父：東郷実猗 - 薩摩藩士
- 叔父：東郷実武 - 薩摩藩士
- 弟：東郷実 - 海軍軍人
- 義兄弟：園田実 - 海軍軍人
- 妻：百合 - 小原駩吉の長女
- 長女：東郷良子

## 栄典
- 1940年（昭和15年）8月15日 - 紀元二千六百年祝典記念章[5]